# Ropica fuscolaterimaculata
Ropica fuscolaterimaculata là một loài bọ cánh cứng trong họ Cerambycidae.